# Vito Acconci
Vito Hannibal Acconci, né le 24 janvier 1940 à New York et mort le 27 avril 2017 dans la même ville, est un artiste et vidéaste américain.

## Biographie
Avant d’expérimenter des médias comme la photographie, le son ou la performance, Vito Acconci se consacrera d’abord entièrement à la poésie. Ayant fait des études de littérature à Holy Cross College en 1962 et de poésie à l'université de l'Iowa en 1964, il publie quelques textes dans le magazine Olympia et fonde avec Bernadette Mayer la revue 0 to 9. Bien avant de passer aux visuels, Vito Acconci a déjà une approche très plastique de l’écriture et de la page qu’il considère comme un espace de performance réduit. C’est à partir de cette notion d’espace qu’il entame une série d’expérimentations sur différents media afin d’explorer l’espace réel, temporel, social ou encore culturel. Dans les années 1970, il participe notamment au NSCAD Lithography Workshop.

### Le performeur
Mais c’est surtout à travers ses performances physiques qu'Acconci sera reconnu. À partir de 1969 avec Following Pieces, il consacre son travail à l’étude expérimentale de la place de son propre corps et de celle du spectateur lors de ses performances, notamment présentées à The Kitchen à New York.

## Quelques œuvres
- Walking/Reading, automne 1968
- Following Piece, 3-25 octobre 1969
- Trademarks, septembre 1970

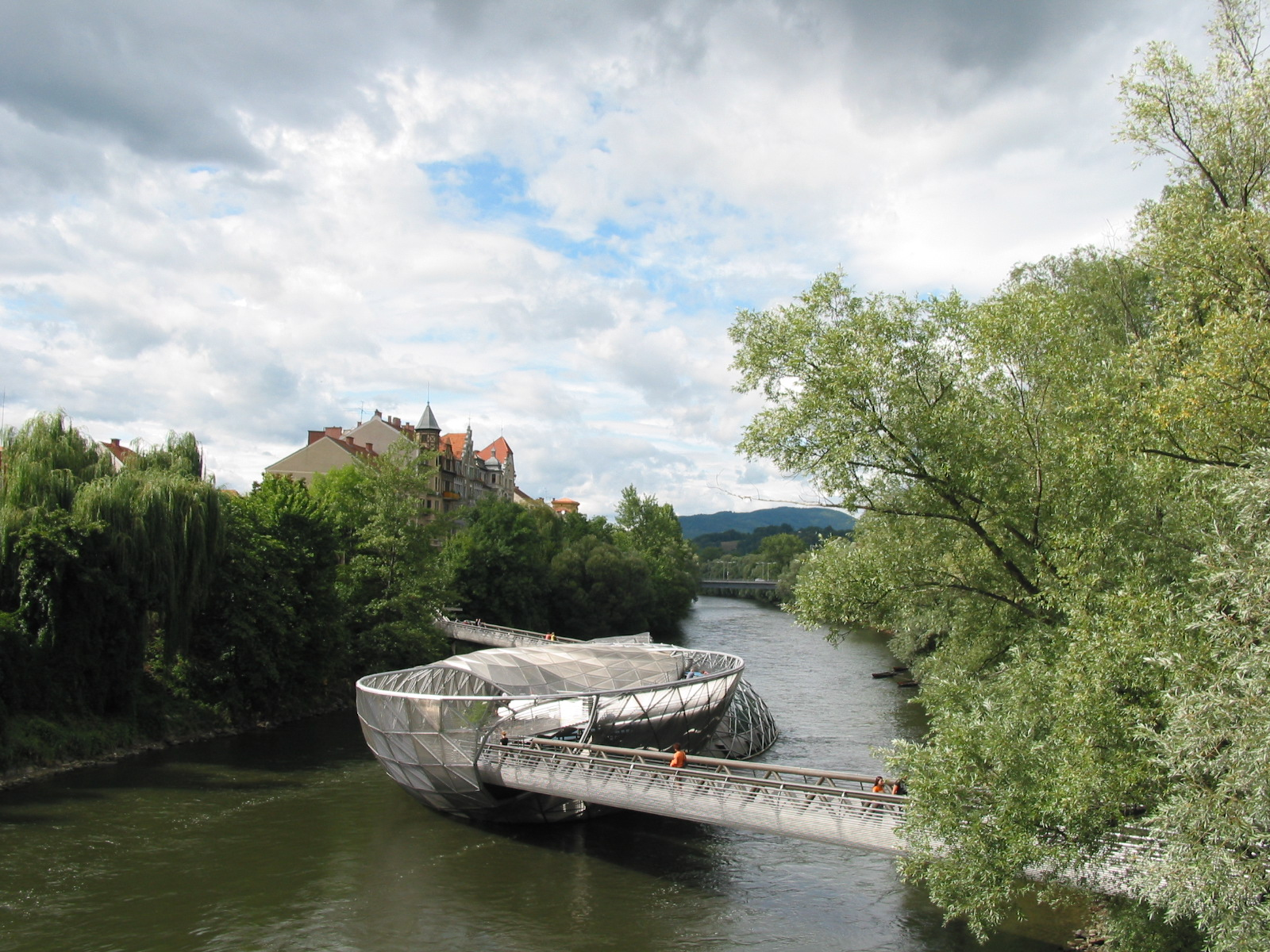
Murinsel, œuvre architecturale (Graz).

- Pryings (1971, vidéo, 17 minutes, avec Kathy Dillon) : un homme essaie de forcer une femme, filmée en gros plan, à ouvrir les yeux[3]
- Centers (1971, vidéo, 22 minutes)) : filmé en gros plan de face, l'artiste pointe le doigt vers la caméra pendant toute la durée du film[3]
- abstract house
- Seedbed, janvier 1972
- Face-off, février 1973
- Three Columns For America, septembre 1976
- The Peoplemobile, juin 1979
- House of Cars, août 1983
- Carson City Proposal, Carson City (Nevada), juillet 1989
- Convertible Clam Shelter, 1990
- Adjustable Wall Bra, 1990-1991
- Circles In The Square, Munich (Allemagne), 1998
- Garbage City, Tel Aviv (Israël), 1999
- Murinsel, Graz (Autriche), 2003